# 福岡市立城南小学校
福岡市立城南小学校（ふくおかしりつじょうなんしょうがっこう）は、福岡県福岡市城南区茶山六丁目にある公立小学校。

## 校勢
- 長克洋校長
- 児童数889名

## 沿革
- 1971年（昭和46年）
  - 1月 - 城南小学校開校準備委員会発足。
  - 2月 - 校名を『福岡市立城南小学校』と決定。
  - 3月 - 開校式挙行（16学級666名）
  - 4月 - 七隈、別府、原、旧田島（現:笹丘）の各小学校から分離し開校。第1回入学式挙行。最初の新入生は6学級232名。この新入生を含め、全校児童22学級898名でスタートを切った。
  - 10月 - 国旗掲揚台完成。
  - 12月 - 校章・校歌決定。
- 1972年（昭和47年）
  - 2月 - 音楽室・講堂落成。
  - 3月 - 観察池完成。開校一周年記念式典挙行。
  - 8月 - プール完成。
- 1973年（昭和48年）
  - 3月 - 第1回卒業式挙行。最初の卒業生は155名。
  - 10月 - 岩石園完成。
- 1974年（昭和49年）
  - 2月 - 学校の森づくり。
  - 6月 - 図書館改造。
- 1975年（昭和50年）4月 - 校庭開放、留守家庭子供会開設。
- 1980年（昭和55年）
  - 3月 - 体育館付帯設備完成。
  - 10月 - 石灰倉庫増築。
  - 11月 - 門扉改修。
- 1982年（昭和57年） - 茶山3丁目、現田島小学校校区へ編入、原小学校校区より荒江1丁目、飯倉1丁目編入。[要出典]
- 1983年（昭和58年）1月 - フェンス改築工事。
- 1985年（昭和60年）12月 - 印刷室、放送室、職員室改修。
- 1986年（昭和61年）3月 - 国旗掲揚台改築。
- 1987年（昭和62年）
  - 1月 - 講堂北側側溝新設。
  - 5月 - 南校舎内部塗装、玄関ドア改修。
  - 6月 - 体育館ライン改修、小鳥舎改修。
  - 9月 - 教室床張替工事（9教室）。
  - 12月 - 窓枠サッシ化工事。
- 1988年（昭和63年）
  - 3月 - 屋上全面張替工事。
  - 7月 - 北校舎内部全面改築。
  - 8月 - 第2音楽室増設。
  - 9月 - VTR放送システム工事。
- 1989年（平成元年）
  - 7月 - 校舎内大規模改修（第1期）。
  - 9月 - 校舎内大規模改修（第2期）。
  - 10月 - 校内電気系統工事。
- 1990年（平成2年）
  - 8月 - 児童靴箱改修。
  - 10月 - 鉄棒全面設置替え。
- 1991年（平成3年）
  - 7月 - 運動場整地。
  - 10月 - 20周年記念式典挙行。
- 1992年（平成4年）
  - 6月 - プールサイド改修。
  - 7月 - 講堂兼体育館改築。
- 1993年（平成5年）6月 - 講堂兼体育館落成記念式典挙行。
- 1994年（平成6年）
  - 2月 - 観察池濾過器設置。
  - 6月 - 南門改修工事。
  - 7月 - アジア太平洋子ども大使交流会開催。
- 1995年（平成7年）
  - 2月 - 中庭花壇タイル工事。　
  - 8月 - 視聴覚室暗幕設置。
- 1996年（平成8年）8月 - 城南なかよし広場開催。各教室にインターホン設置。
- 1997年（平成9年）
  - 5月 - パソコンルーム設置。
  - 7月 - タヒチ子ども大使交流会開催。
- 1998年（平成10年）
  - 2月　中庭の遊休の森完成。
  - 4月　特別支援学級(かがやき学級)開設。
  - 7月 - ミクロネシア子ども大使交流。
  - 9月 - 留守家庭子供会校舎内に移転。
- 1999年（平成11年）
  - 2月 - 焼却炉撤去。
  - 5月 - プール入り口・更衣室等改築。コンピューターによる図書貸し出しシステム。
  - 7月 - フィリピン子ども大使交流会開催。
- 2000年（平成12年）
  - 5月 - 南棟1階トイレ改装。
  - 7月 - インドネシア子ども大使交流会開催。
  - 8月 - 給食室改修。
  - 12月 - 体育用具室解体。正門改修。
- 2001年（平成13年）
  - 9月 - 30周年記念事葉実施。
  - 10月 - 30周年記念式典挙行。
- 2002年（平成14年）
  - 2月 - 南校舎に手すり設置。
  - 8月 - 教室後棚修理。
  - 9月 - 職員室と事務室に校内LAN開通。読書ボランティア活動開始。
- 2003年（平成15年）
  - 4月 - 全学年ALTによる英会話活動開始。
  - 8月 - 昇降口ドア取り付け。
  - 10月 - 校門3カ所改修。
- 2004年（平成16年）
  - 3月 - 階段に手すり設置。
  - 7月 - 屋上シート全面張り替え。
  - 8月 - 校舎外装全面塗装。
- 2005年（平成17年） - 校区防災訓練実施。ブルーシート張り実施。正門横歩道拡幅。
- 2007年（平成19年） - 校花を「ひまわり」と定める。城南ひまわり隊結成。ジャングルジム設置。防犯カメラと、さすまた設置。
- 2008年（平成20年） - 4階教室扇風機設置。ブランコ新設。プールサイド、プールフェンス新装。
- 2009年（平成21年） - 全室にインターホン設置。給食用PEN食器使用開始。
- 2010年（平成22年） - 創立40周年記念式典挙行。直結型水道整備。ライオンキング解体。
- 2021年（令和3年）10月30日 - 創立50周年記念式典挙行[3]。

## 通学区域
城南区の以下の地区。
- 荒江団地
- 荒江1丁目
- 飯倉1丁目
- 茶山1丁目(6番-9番),4丁目-6丁目
- 別府6丁目(14番-26番)
- 七隈1丁目,2丁目,3丁目(1番-8番,15番-20番)

城南区北西部の地下鉄七隈線沿線から早良区との区境部の国道263号（早良街道）にわたる一帯。校区は北部の荒江団地のほかは多くが住宅地である。
中学校は隣接する城南中学校の校区。

### 校区が隣接する小学校
- 福岡市立鳥飼小学校
- 福岡市立別府小学校
- 福岡市立田島小学校
- 福岡市立金山小学校
- 福岡市立七隈小学校
- 福岡市立飯倉小学校
- 福岡市立飯原小学校
- 福岡市立原小学校
- 福岡市立飯倉中央小学校
- 福岡市立高取小学校
- 福岡市立西新小学校

### 校区内の主な施設
- 福岡市立城南中学校
- 福岡県立城南高等学校
- 茶山幼稚園
- 茶山カトリック幼稚園
- 若草保育園
- 芙蓉保育園
- すみれ保育園
- 福岡市立城南体育館
- 福岡市地下鉄七隈線
  - 茶山駅
  - 金山駅
- 七隈川
- 国道202号
- 国道263号
- 城南学園通り

## 校歌
1971年12月制定
- 作詞：木村恒久
- 作曲：奥村晴美

## アクセス
- 福岡市営地下鉄七隈線茶山駅から、福岡市道茶山909号線沿いにある正門まで、徒歩約670m・約11分。